# Baken

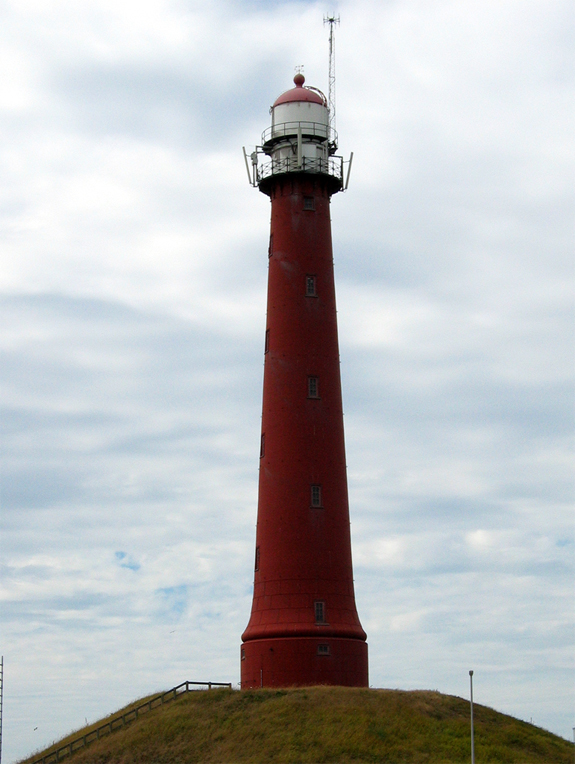
Hoge vuurtoren van IJmuiden

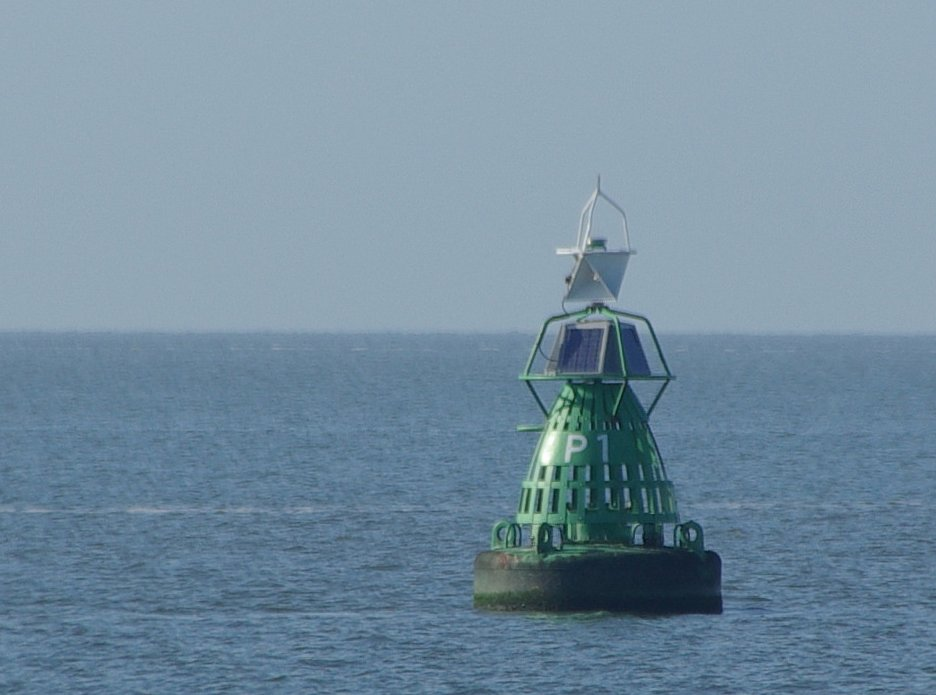
Betonning: een boei op de Waddenzee

Een baken of baak is een merkteken dat bedoeld is voor de luchtvaart of scheepvaart om veilig te kunnen navigeren. In de scheepvaart wordt het ook wel vaarwegmarkering genoemd. De term wordt ook gebruikt bij wegen en spoorwegen voor borden die een markering of vooraankondiging geven van een bijzonder punt of een spoorwegsein. Treinbeïnvloedingsapparatuur in de spoorbaan wordt soms een baak of baken genoemd. Er wordt dan gedoeld op apparatuur die informatie aan de trein kan overbrengen.

## Scheepvaart

### Geschiedenis
De oudst bekende bebakening is het stoken van vuur op heuveltoppen en kliffen om aan te geven dat de kust dichtbij was. Elders bracht men vuur bovenop constructies aan, wat tot vuurtorens leidde. Het meest bekende lichtbaken is de Vuurtoren van Alexandrië, die men omstreeks 280 v.C. bouwde op het eiland Pharos te Egypte. Deze vuurtoren deed bijna 1500 jaar dienst als lichtbaken voor de scheepvaart. Vlak na de invasie van de Romeinen in Groot-Brittannië bouwden de Romeinen twee vuurtorens bij Dover.
De eerste vermelding van een boei gaat terug tot de 13e eeuw.
Vanaf de 18e eeuw ontstak men vuren ook op zee voor het markeren van gevaarlijke ondiepten. Op die plaats kon men geen vuurtoren bouwen en liet men daar een zogenaamd vuurschip of lichtschip verankeren.

### Huidige gebruik
Voor de navigatie worden bakens in verschillende vormen en maten gebruikt, afhankelijk van de plek en de noodzaak. Ze kunnen op hoge rotsen zijn aanbracht, midden op zee, op havenhoofden, op land, op rivierkribben en als drijvend objecten op binnenwateren. Er zijn zowel bakens zonder licht als bakens met licht, en deze laatste worden lichtbakens genoemd.
Om schepen veilige een haven in te loodsen worden er op de uiteindes van havenhoofden lichtopstanden geplaatst en om een schip in de vaargeul de haven in te laten varen worden er lichtlijnen uitgezet. Een lichtlijn wordt gevormd door twee vuurtorens of lichtopstanden die in rechte lijn met de vaargeul worden geplaatst, waarbij de kapitein van een schip weet dat als hij de twee lichten recht achter/boven elkaar ziet hij in de vaargeul zit.
Ook gebruikt men zowel buitengaats als op het binnenwater allerlei betonning als markeringen van de vaargeul, waaronder lichtboeien, brulboeien en belboeien. Langs rivieren plaatst men ook kribbakens op de uiteinden van kribben. Op het wad worden soms nog prikken geplaatst, maar die zijn tegenwoordig op veel plaatsen vervangen door tonnen.
Op gevaarlijke plekken gebruikt men lichtschepen en vuurtorens als lichtbaken voor de schepen. Ook bestaan er lichtplatforms, zoals Lichtplatform Goeree.
Ten slotte worden ook tegenwoordig nog kapen en andere dagmerken gebruikt als baken voor de scheepvaart, waarvan het gebruik voordat de radar en andere moderne hulpmiddelen in gebruik kwamen, een belangrijkere rol speelde in bij de navigatie door schepen.

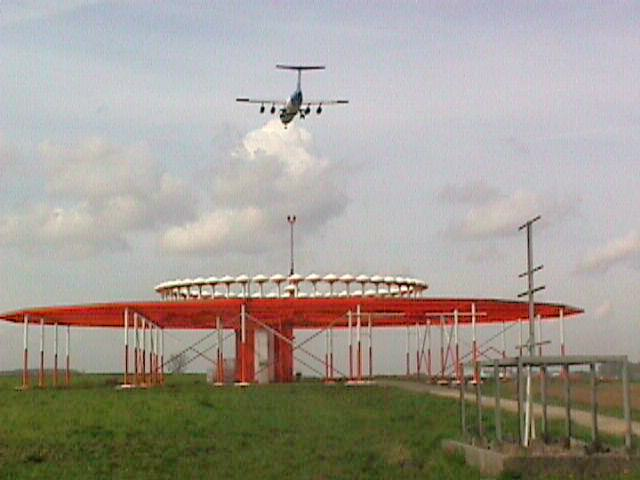
VOR-DME grondstation: BUB (Brussels Airport)

### IALA Maritiem Betonningsstelsel
De International Association of Lighthouse Authorities (IALA) heeft een systeem uitgewerkt om wereldwijd tot een uniform systeem van betonning te komen. De betonning in het IALA-stelsel bestaat uit vijf typen:
1. laterale bakens;
2. kardinale bakens;
3. baken voor geïsoleerd gevaar;
4. bakens voor veilig vaarwater;
5. speciale bakens.

### Radar en bakens
Naast visuele bakens wordt er door de scheepvaart ook gebruikgemaakt van radar om in de nacht, bij mist, en overdag te navigeren. Op het radarscherm worden dan objecten weergegeven die de radarpulsen reflecteren. Naast de reflectie van gewone objecten is het ook wenselijk dat bepaalde bakens op de radar zichtbaar zijn voor de schepen. Wanneer objecten te klein zijn of moeilijk met de radar waar te nemen zijn worden er onder andere radarreflectoren gebruikt die op veel boeien aangebracht zijn. Daarnaast worden er ook radarbakens gebruikt die een actief signaal terugsturen en op het radarscherm samen met zeekaarten een duidelijk herkenningspunt zijn voor de scheepvaart.

## Luchtvaart
In de beginjaren van de luchtvaart werden voor de luchtvaart in vele landen visuele luchtvaartbakens opgericht. In Nederland zijn omstreeks 1914 in Nederland op veel gashouders lettercodes en een pijl geschilderd die naar het noorden wees. 
Later werden de visuele bakens vervangen door radiobakens, die een groter bereik hebben en ook werken bij slecht zicht.
De luchtvaart gebruikt de volgende bakens:
- Non-directional beacon (NDB)
- VHF Omnidirectional Range station (VOR) eventueel gecombineerd met Distance measuring equipment (DME)
- TACAN (TACtical Air Navigator) gebruikt in de militaire luchtvaart

## Wegen

Waarschuwingsbord met baken

De bebakening omvat een reeks aan gestandaardiseerde borden die de oriëntatie van de weggebruiker ondersteunen, maar zelf geen directe betekenis hebben in de verkeersregeling. Een voorbeeld zijn de gestreepte onderborden (die zelf ook bakens heten) bij de vooraankondiging van een spoorwegovergang, maar ook de bekende rood-witte planken.

## Spoorwegen

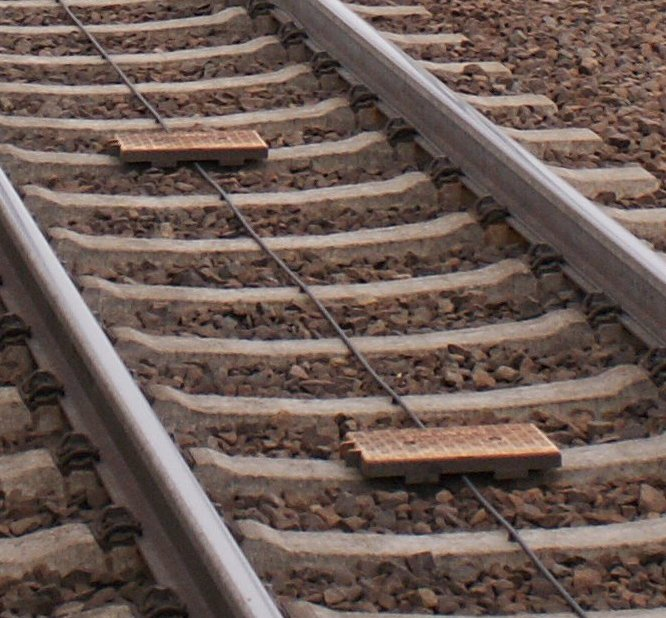
ETCS-Eurobalises op een Duitse spoorlijn bij Wittenberg

Een voorbeeld van een baak of baken is een gestreept merkteken dat een vooraankondiging is van een spoorwegsein. Formeel is een baak of baken zelf ook een spoorwegsein.
Met een baken wordt ook gedoeld op baanapparatuur van systemen voor treinbeïnvloeding. Deze bakens spelen een rol in gegevens overdracht van beveiligingsinformatie naar de trein, en soms ook van de trein naar de baanapparatuur. Het Nederlandse ATB Nieuwe Generatie (ATB-NG) en ATB Verbeterde versie (ATB-Vv) maken gebruik van bakens, het als het European Rail Traffic Management System (ERTMS). ERTMS-bakens worden aangeduid met 'eurobalises'. Balise is het Franse woord voor baken en het wordt uitgesproken alsof het een Engels woord is.

## Taalkundig
De woorden baak, baken en bakens worden alle drie gebruikt maar wat is nu de juiste vorm? Alle drie de vormen zijn correct en opgenomen in het Het Groot woordenboek hedendaags Nederlands (Van Dale, 1984). Het woord baken kan hierbij zowel enkelvoud als meervoud betreffen.
Volgens het Etymologisch woordenboek (De Vries & Tollenaere, 2000) is het oorspronkelijke woord (1290) "het baken". Dit woord is waarschijnlijk afkomstig uit het Fries en heeft als meervoudsvorm "de bakens". Het woord "de baak" is een jongere vorm (1484) van het baken, ontstaan doordat men -en als meervoudsuitgang opvatte. Het meervoud van "de baak" is "de baken".

## Zie ook

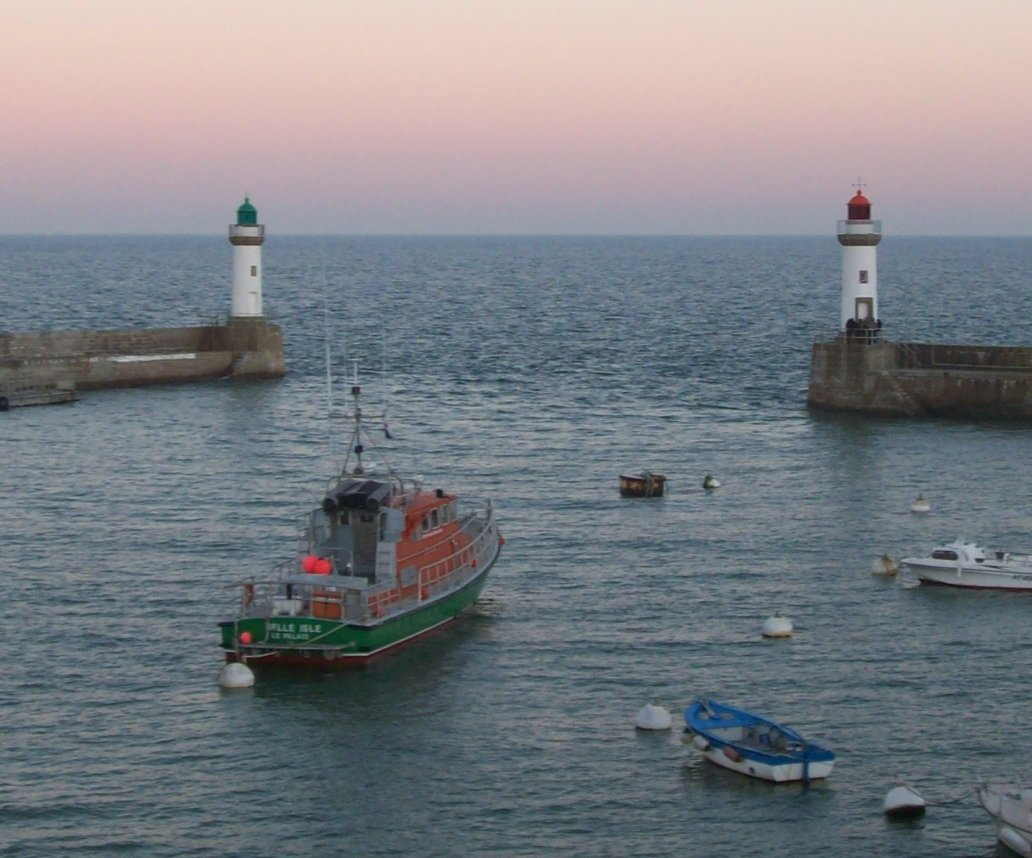
De bakens (lichtopstanden) van een haven
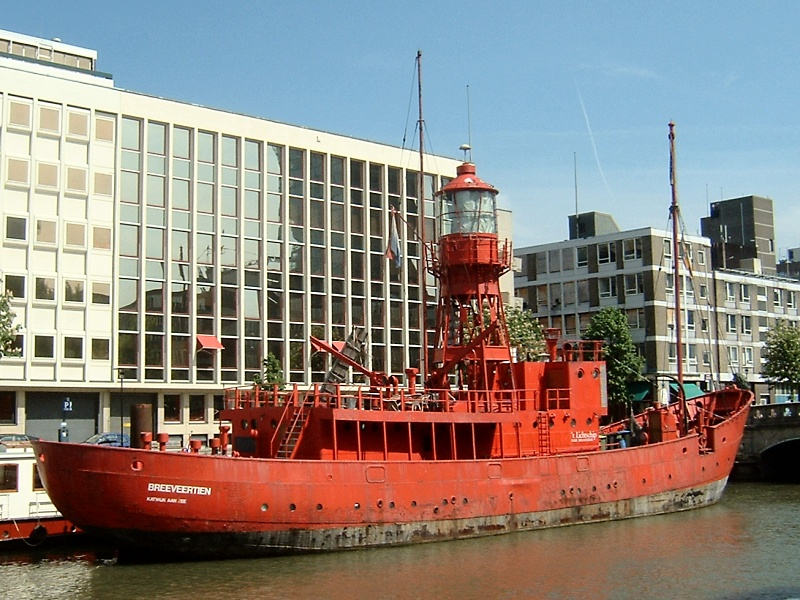
Voormalig lichtschip "Breeveertien"
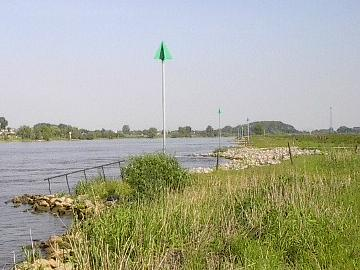
Kribbakens (betonning) aan de IJssel bij Hattem
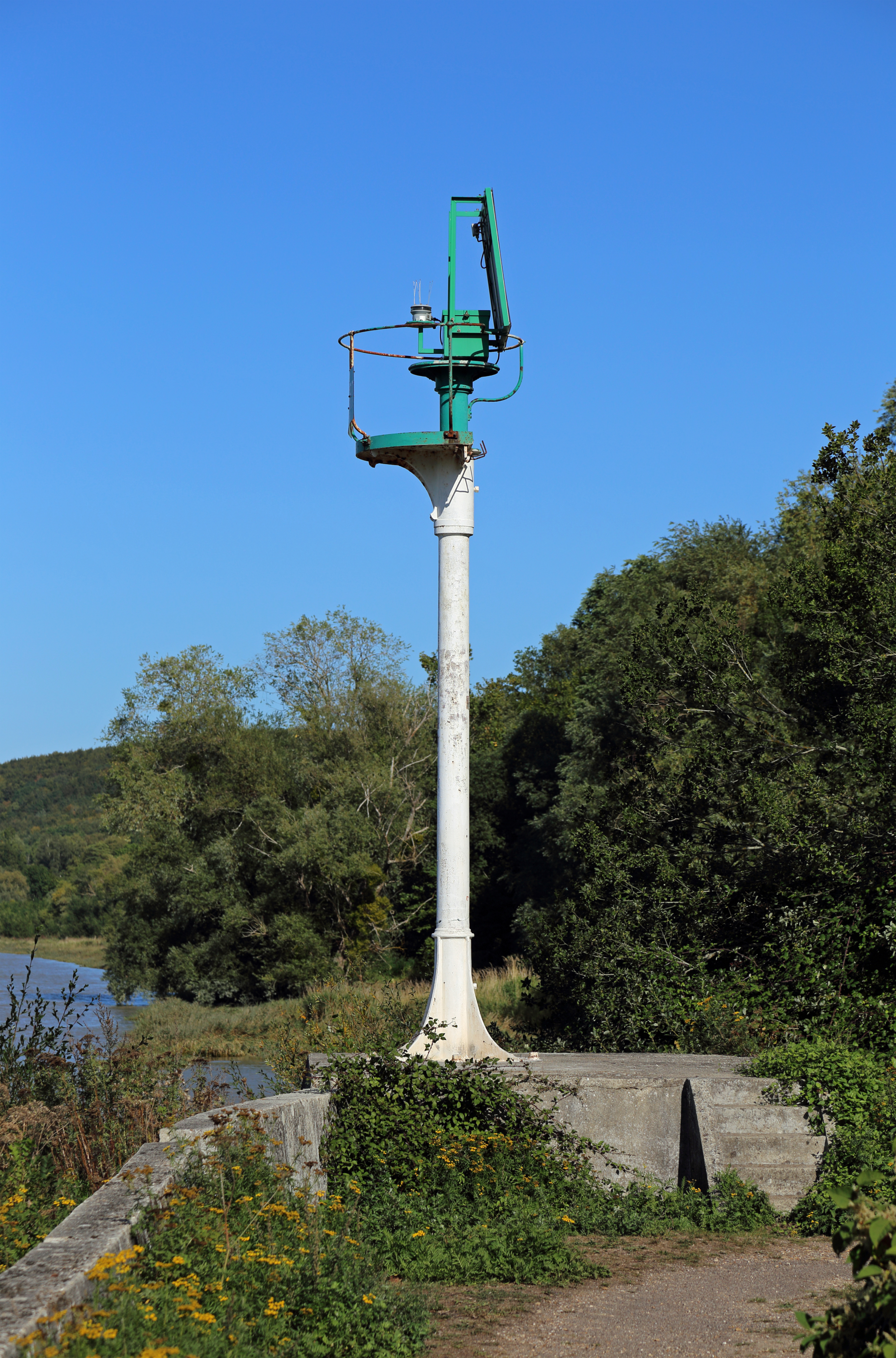
Oeverlicht aan de Seine tussen Rouen en Le Havre (Frankrijk)